# Eibhlín Ní Bhriain
Eibhlín Ní Bhriain, née le 23 janvier 1925 à Dublin où elle est morte le 1er janvier 1986, est une journaliste irlandaise et une défenseure de la langue irlandaise,.

## Biographie
Eibhlín Ní Bhriain est née à 37 Lower Leeson Street, Dublin , le 23 janvier 1925. Elle est la seule enfant du professeur et nationaliste Liam Ó Briain et Helen O'Brien (née Lawlor) de Dublin, une suffragette. Elle étudie au couvent Taylor Hill à Galway, puis à l'âge de 16 ans, entre à l'université de Galway pour étudier le latin, français et l'irlandais. Après l'université, Ní Bhriain travaille pour le Connaught Tribune. Elle travaille un temps comme journaliste officiel de l'Oireachtas avant son départ en Angleterre où elle travaille dans le Yorkshire Post. Elle rejoint l'Irish News Agency au début des années 1950, envoyant des rapports depuis Londres, Dublin et Belfast. Elle est nommée éditrice du The Irish Press, couvrant la campagne de l'IRA à la frontière dans le milieu des années 1950.
Ní Bhriain écrit une série d'articles sur l'Irlande du Nord, en irlandais, pour le magazine Comhar en 1958. Ils s'intitulent An Tuaisceart (Le Nord) et reflètent le conflit en Irlande du Nord le temps qu'elle est journaliste dans la ville de Belfast. En 1959, elle édite Comhar avant de prendre un poste en relation avec la presse et le public pour le Gael Linn. À ce poste, elle est responsable de la promotion de la langue irlandaise et de l'hebdomadaire sur les actualités du cinéma  Amharc Éireann (Paysages de l'Irlande). Elle rejoint l'Irish Times en 1965, tenant une chronique hebdomadaire, Irishwoman's diary, sous le nom de plume « Candida ». Son article « A social sort of column » reçoit l'acclamation de la critique pour avoir attiré l'attention sur la pauvreté et l'oppression dans la société Irlandaise.
Avec des collègues femmes journalistes, dont Maeve Binchy, Nell McCafferty et Elgy Gillespie, Ní Bhriain n'écrit pas sur la cuisine et la mode mais sur les affaires sociales et la politique. Avec Donal Foley, elle commence une chronique hebdomadaire en irlandais dans The Irish Times intitulée Tuarascáil, avant de devenir éditrice en irlandais du journal. Elle est également une membre active de la National Union of Journalists. Ní Bhriain meurt au Baggot Street Hospital, le 1er janvier 1986. Elle a fait don de son corps à la recherche médicale.